# 마빈 토케이어
마빈 토케이어(영어: Marvin Tokayer, 1936년 ~)는 미국의 유대교 신학자이자 랍비로, 주로 대한민국과 일본에서 탈무드의 해설가로 널리 알려져 있다.

## 생애
1936년에 뉴욕주 뉴욕에서 태어났고, 예시바 대학교에서 철학과 교육학 분야에서 석사학위를 받았다. 1962년에 랍비 자격을 취득한 뒤, 그 해에 대한민국으로 가서 1964년까지 주한 미군의 종군 랍비가 되었다. 1968년에서 1976년까지는 일본의 도쿄에서 거주하면서 와세다 대학교의 히브리어학과의 교수로 재임하였고, 이때 대중을 위한 《탈무드》의 해설서를 집필하였다. 이후에는 오늘날까지 미국에서 거주하고 있다.